# Леко, Штефан
Штефан Леко (нем. Stefan Leko, род. 3 июня 1974 года, деревня Буна, СР Босния и Герцеговина, СФРЮ) — немецкий профессиональный кикбоксер. В настоящее время является обладателем титула чемпиона мира по кикбоксингу в супертяжёлом весе WKA. Также бывший чемпион мира по муай-тай, по кикбоксингу по версиям WMTA, WKN, IKBO, IKBF и WKA. Также становился чемпионом Европейского Гран-При K-1 1998 года, чемпион 1999 K-1 Dream, а также дважды становился чемпионом турнира Мирового Гран-При K-1 в Лас-Вегасе. Является представителем команды Golden Glory и Кора Хеммерса (Бреда, Нидерланды). С 2011 года тренируется под руководством тренера Тома Трауча и выиграл два титула чемпиона мира в супертяжёлом весе.

## Карьера

### Начало карьеры и достижения
Штефан Леко с 7 лет начал заниматься каратэ. В возрасте 17 лет перешёл в команду Masters Gym к Клаусу Вашкевитцу. Под его руководством Леко выиграл несколько титулов чемпиона мира и четыре турнира под эгидой К-1. Здесь же получил прозвище "Blitz", что означает «молнию» на немецком. В 2005 году Штефан покинул команду Masters и присоединился к команде Golden Glory. Кроме карьеры в кикбоксинге, Леко основал спортивный зал в Дуйсбурге, который получил название Versus Gym.
Стал первым кикбоксером, которому удалось нокаутировать Бадра Хари в первом раунде, однако затем проиграл ему в матче-реванше. Другими выдающимися результатами стали победы над трёхкратным чемпионом Мирового Гран-При K-1 Реми Боньяски, чемпионом мира по муай-тай Майком Бернардо, две победы над трёхкратным чемпионом Мирового Гран-При K-1 Петером Артсом, чемпионом мира по муай-тай Рэем Сефо, две победы над чемпионом мира по муай-тай Алексеем Игнашовым и финалистом Мирового Гран-При К-1 Франсиско Фильо.
Леко успешно выступал как в муай-тай, так и на турнирах по кикбоксингу в рамках К-1 в конце 1990-х — начале 2000-х годов, даже несмотря на то, что в К-1 ему попадались соперники намного превосходящие его в росте и весе. Наибольшее количество побед приходится на середину 2000-х годов, после того как в 2005 году Леко вернулся в мир кикбоксинга и муай-тай.

### Первые выступления в K-1: Мировой Гран-При К-1 и Dream
Первый бой в К-1 Леко провёл в 1997 году в возрасте 22 лет. В 1998 году он стал чемпионом турнира K-1 Fight Night '98 за титул чемпиона Европы, а после громких поражений от Энди Хуга и Рэя Сефо он выиграл турнир K-1 Dream '99. К 2000 году имел статистику боёв 11-4 и выступал на крупнейших турнирах, так как уже имел два титула в K-1.

### Выступления в 2000-2002 и турнир Мирового Гран-При K-1 в США
Вслед за этим последовал период в карьере, когда чередовались победы и поражения. За трёхлетний период Леко выиграл турнир Мирового Гран-При К-1 2001 года в Лас-Вегасе, а также победил таких соперников как Реми Боньяски и достаточно неожиданно Петера Артса, отправив последнего в нокаут правым кроссом. В тот же период Леко проигрывал Эрнесто Хосту, Юргену Круту, Жерому Ле Банне, Франсиско Фильо и Марку Ханту.
После этого Леко преодолел спад и к концу 2003 года рассматривался в числе топ-5 лучших бойцов К-1.

### Попадание в топы, уход из K-1, дебют в MMA и Pride
После серии из шести побед подряд в 2003 году (5-0 в турнирах K-1), в число которых вошли победы над чемпионом K-1 cПетером Артсом, чемпионом по кикбоксингу в супертяжёлом весе Майком Бернардо, а также финалистом Мирового Гран-При K-1 Франсиско Фильо, Леко стал высоко котироваться в К-1 и попал в итоговый турнир Мирового Гран-При К-1 2003 года. После того, как бывший чемпион Эрнесто Хост выпал из турнира, Леко рассматривался как главный претендент на чемпионский титул. Однако из-за разногласий с организацией по поводу контракта, Леко покинул турнир перед финальной частью. Бывший противник Леко Реми Боньяски, от которого Леко потерпел поражение в 2002 году, в итоге стал чемпионом турнира.
Так Леко покинул турниры под эгидой K-1 и другие соревнования по кикбоксингу с результатом в K-1 23-11-1-1 и общей статистикой боёв 50-12-1-1 (победы/поражения/ничьи/не состоявшиеся), а также заявил о себе в другом контактном виде спорта. Он подписал контракт с организацией Pride Fighting Championships, на тот момент являвшейся крупнейшей в мире по смешанным единоборствам. Однако, ударник Леко не смог найти себе место в новой организации, проигрывая грепплерам, а в 2005 вернулся в муай-тай и кикбоксинг.

### Возвращение в K-1 и кикбоксинг
Леко решил вернуться в кикбоксинг в начале 2005 года, после чего стал чемпионом мира в супертяжёлом весе по версии ассоциации WKN.
Перед этим он присоединился к новому тренировочному лагерю Golden Glory, который находился в Нидерландах и в котором тренировались такие бойцы как Сэмми Схилт, Алистар Оверим и Сергей Харитонов. Возвращение в кикбоксинг прошло в рамках соревнований под эгидой крупнейшего голландского промоушена It's Showtime. На турнире 2005 года Леко встретился с восходящей звездой кикбоксинга марокканского происхождения Бадром Хари. Со стороны Хари бой был достаточно грязным, он дважды бросал Леко на канвас. В целом Хари активно атаковал, однако пропустил вертушку в печень, а бой продлился немногим менее двух минут. В дальнейшем противостояние Леко и Хари продолжилось на других турнирах. Уже в следующем поединке на турнире K-1 Хари и Леко встретились в Японии. На этот раз победил Хари, которому удался хайкик с разворота, который отправил Леко в нокаут во втором раунде. Двухматчевое противостояние отметилось тем, что оба бойца нокаутировали друг друга с использованием одного и того же технического приёма.

### Последний крупный успех в К-1 и дальнейшая карьера
Последним крупным успехом в карьере Леко стало завоевание второго титула Чемпиона Гран-При К-1 в Лас-Вегасе, где он победил Скотта Лайти, Картера Уильямса и в финале - «Чёрного снайпера» Майкла Макдональда. Все три боя на турнире завершились нокаутами соперников.

### 2010
Леко шел на серии из трёх побед подряд, что привело к рекорду в К-1 и муай-тай в 64-22-1 победы/поражения/ничьи. После победы над турком Волканом Дузгуном в рамках турнира Fightingstars presents: It's Showtime 2010, Леко попал на турнир Ultimate Glory для бойцов-супертяжей, где он проиграл Венделлу Роше в четвертьфинале. Во втором раунде Леко отказался от боя, так как почувствовал боль.

### Титул чемпиона мира WKA
В марте 2012 года Леко выиграл титул чемпиона мира впервые с 2005 года, победив Маринко Неймаревича в бою за титул чемпиона мира в супертяжёлом весе WKA, отправив соперника в нокаут во втором раунде.
Затем последовала череда поражений, в том числе в четвёртом раунде нокаутом от Николя Вамба в рамках турнира Fight Night Saint Tropez, который проходил во французском городе Сан-Тропе 4 августа 2013 года.
В рамках турнира Final Fight Championship 7 в Сараево, Босния и Герцеговина, намеченном на 6 сентября 2013 года Леко должен был встретиться с Джевадом Потураком в прощальном для того бою, однако он не состоялся.
В мае 2014 года Леко принимал участие в турнире четырёх в рамках GFC 1, который проходил в Дубай, ОАЭ и проиграл своему давнему сопернику Бадру Хари в полуфинале. Леко проиграл техническим нокаутом, так как трижды попадал в нокдаун уже в первом раунде.
В 2014 году также проходил его бой с Забитом Самедовым перед боем Руслана Чагаева против Фреса Окендо. Леко был отправлен в нокаут хайкиком.

## Титулы
- К-1
  - Чемпион Европы Гран-При K-1 1998
  - Чемпион K-1 Dream 1999
  - Чемпион Гран-При K-1 2001 в Лас-Вегасе
  - Чемпион Мирового Гран-При K-1 2006 в Лас-Вегасе
  - Бронзовый призёр Мирового Гран-При K-1 2001
- Международная федерация кикбоксинга
  - 1996 IKBF чемпион мира по фулл-контакту
  - 1997 IKBF чемпион по кикбоксингу
- Мировая ассоциация по муай-тай
  - 1997 WMTA чемпион мира по муай-тай
- Международная организация кикбоксинга
  - 2000 чемпион мира по версии международной организации по кикбоксингу муай-тай
- Международная сеть по кикбоксингу
  - 2005 Чемпион мира в тяжёлом весе по кикбоксингу WKN
- Мировая ассоциация кикбоксинга
  - 2012 Победитель чемпионата мира в сверхтяжёлом весе по кикбоксингу WKA

## Статистика в смешанных единоборствах
| Результат | Рекорд | Соперник          | Способ                       | Турнир                   | Дата            | Раунд | Время | Место           | Примечание |
| --------- | ------ | ----------------- | ---------------------------- | ------------------------ | --------------- | ----- | ----- | --------------- | ---------- |
| Поражение | 0-3    | Казухиро Накамура | Pride 29                     | TKO (удары)              | 20 февраля 2005 | 1     | 0:54  | Сайтама, Япония |            |
| Поражение | 0-2    | Икухиса Минова    | Pride Shockwave 2004         | Сдача (ущемление ахилла) | 31 декабря 2004 | 1     | 0:27  | Сайтама, Япония |            |
| Поражение | 0-1    | Наоя Огава        | Pride Total Elimination 2004 | Сдача (треугольник)      | 25 апреля 2004  | 1     | 1:34  | Сайтама, Япония |            |